# قماش الشعر
قماش الشعر هو قماش صلب وغير مزود بالدعامة يُصنع عادةً من شعر الخيل أو من وبر الإبل. على الرغم من أن السبيب يشير عموماً إلى شعر عنق الفرس أو ذيله، إلا أن قماش الشعر نفسه يسمى السَبِيْبِيّ. يمكن استخدام نسيج شعر الخيل أو الإبل في الملابس أو المفروشات.